# Troglocobitis
Troglocobitis is een monotypisch geslacht van straalvinnige vissen uit de familie van de bermpjes (Nemacheilidae).

## Soort
- Troglocobitis starostini (Parin, 1983)